# Jules Pecher
Pour les articles homonymes, voir Pecher (nom de famille).
Jules Pecher est un peintre et sculpteur belge né à Anvers le 4 janvier 1830 et mort à Brasschaat le 19 juin 1899.

## Biographie
Jules (Julius Romanus) Pecher, né à Anvers le 4 janvier 1830, est le fils de Charles Pecher (1797-1853), homme d'affaires, et de Julie Henriette Gailliez (1796-1859), mariés à Mons le 23 avril 1793.
De 1843 à 1848, Jules Pecher suit les cours de dessin, donnés par Édouard Dujardin et Jean Antoine Verschaeren à l'Académie royale des beaux-arts d'Anvers. Initialement attiré par la peinture religieuse, il exécute des tableaux religieux. Sa première œuvre connue, exposée au Salon d'Anvers de 1852, est Le Martyre de Saint-Laurent, destiné à décorer l'église de Merbes-le-Château en province de Hainaut. Il peint ensuite trois toiles ornant les églises anversoises de Saint-André (1854), l'église Saint-Paul d'Anvers et l'église de Berchem. 
Grâce à Le Martyre de Saint-Sébastien, Jules Pecher obtient une médaille d'or au Salon de Bruxelles de 1857. Sa Vierge des Naufragés est acquise par le gouvernement à l'issue du Salon de Bruxelles de 1860. Charles Rogier, chef de cabinet belge, lui adresse une lettre élogieuse au sujet de cette œuvre,. 
Jules Pecher se rend ensuite à Paris afin de s'y livrer à la peinture de genre dans l'atelier de Thomas Couture. En France, il se lie d'amitié avec les peintres Gustave Ricard, Paul Baudry et les frères Alfred et Joseph Stevens. De retour à Anvers en 1863 et y épouse, année suivante une de ses cousines, Adèle Pecher, fille d'Adolphe Pecher, de Mons. La mort inopinée de son épouse, cinq ans après leur mariage infléchit la vocation de Jules Pecher, âgé bientôt de quarante ans. Il confie l'exécution du buste de la défunte à son ami Jacques De Braekeleer. Ayant prêté son concours à ce sculpteur, il se sent irrésistiblement attiré vers la sculpture et s'adonne dès lors exclusivement à cet art.
Jules Pecher, dont la santé était défaillante depuis quelque temps, meurt, dans sa résidence de campagne, rue Herreyns no 1 à Brasschaat, section de la ville d'Anvers, à l'âge de 68 ans, le 19 juin 1899. Il est inhumé trois jours plus tard, après des funérailles civiles, au cimetière du Kiel à Anvers, en présence de notabilités des arts, tels Albrecht De Vriendt, l'échevin Frans Van Kuyck, les peintres Léon Abry, Frans Vinck, et Frans Van Leemputten,.

## Réalisations sculpturales

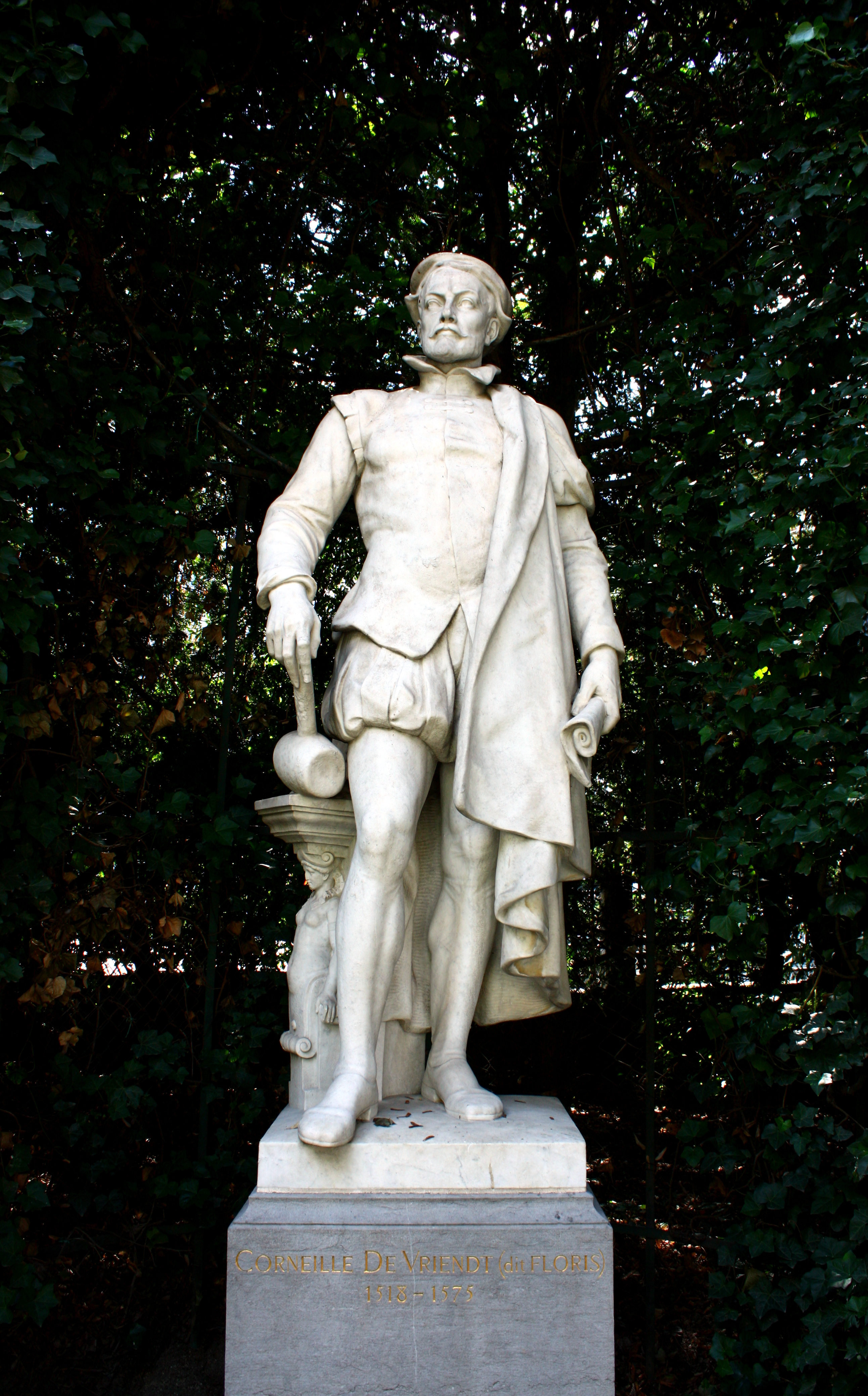
Statue de Cornelis Floris de Vriendt au square du Petit Sablon.

Son œuvre est ancrée dans la tradition flamande et dans l'œuvre de Pierre Paul Rubens. 
Parmi les réalisations sculpturales notables de Jules Pecher, figurent :
- Le Monument à Jan Frans Loos à Anvers  (1876). Il s'agit d'un mémorial en l'honneur d'un bourgmestre de cette ville. Cette œuvre, une des plus importantes de Pecher, a connu bien des déboires. Démontée en 1960 et rangée en magasin, certaines parties ont disparu. En 1923,  l'historien Léonce Bénédite conteste la paternité du monument à Pecher et l'attribue à Auguste Rodin. Cette affirmation est démentie par Rodin lui-même dans une lettre à la fille de Pecher : « Je viens vous déclarer, dans l'intérêt de la vérité, que mon nom n'a aucun droit à être cité, sous quelque rapport que ce soit, à propos du monument Loos[12]. ».
- Le Buste de Rubens (1877), commandé par la ville d'Anvers afin de commémorer le tricentenaire de la naissance de l'artiste et conservé au  Musée royal des Beaux-Arts d'Anvers[13].
- La statue du peintre Jacob Jordaens à Anvers (1884)[14]. Elle connut le même genre de tribulations : plusieurs fois déplacée, elle se dresse actuellement, non loin de la Place verte, au Oever.
- La statue de Cornelis Floris de Vriendt fait partie du square du Petit Sablon à Bruxelles[15].
- Outre le buste de Rubens, précité, le Musée royal des Beaux-Arts d'Anvers conserve trois autres bustes dus au ciseau de Jules Pecher : Joseph Van Lerius (1873), Charles Verlat et Henri Leys, de même qu'une allégorie en plâtre représentant L'Art grec[16].

## Honneur
- Chevalier de l'ordre de Léopold (4 septembre 1878)[17].

### Article
- Isidore Opsomer, « Notice sur Jules Pecher », Bulletin de l'Académie royale de Belgique,‎ 1937, p. 213-225 (lire en ligne, consulté le 13 janvier 2025).